# Geospiza fuliginosa
Tentilhão-terrestre-pequeno ou galapaguito-de-bico-pequeno (Geospiza fuliginosa) é uma espécie de ave da família Thraupidae.
É endémica do Equador.
Os seus habitats naturais são: florestas secas tropicais ou subtropicais e matagal árido tropical ou subtropical.